# Monastyr Podwyższenia Krzyża Świętego w Połtawie
Monastyr Podwyższenia Krzyża Świętego (ukr. Хрестовоздвиженський жіночий монастир) –  żeński klasztor prawosławny położony przy ulicy Paisjusza Wełyczkowskiego 2 w Połtawie, w eparchii połtawskiej Ukraińskiego Kościoła Prawosławnego Patriarchatu Moskiewskiego.
Główna cerkiew klasztoru jest jedną z dwóch na Ukrainie prawosławnych posiadających siedem kopuł – druga znajduje się na terenie monasteru św. Michała Archanioła w Kijowie.
9 lipca 1946 roku klasztor Podwyższenia Krzyża został wpisany do rejestru zabytków kultury i historii.

## Galeria

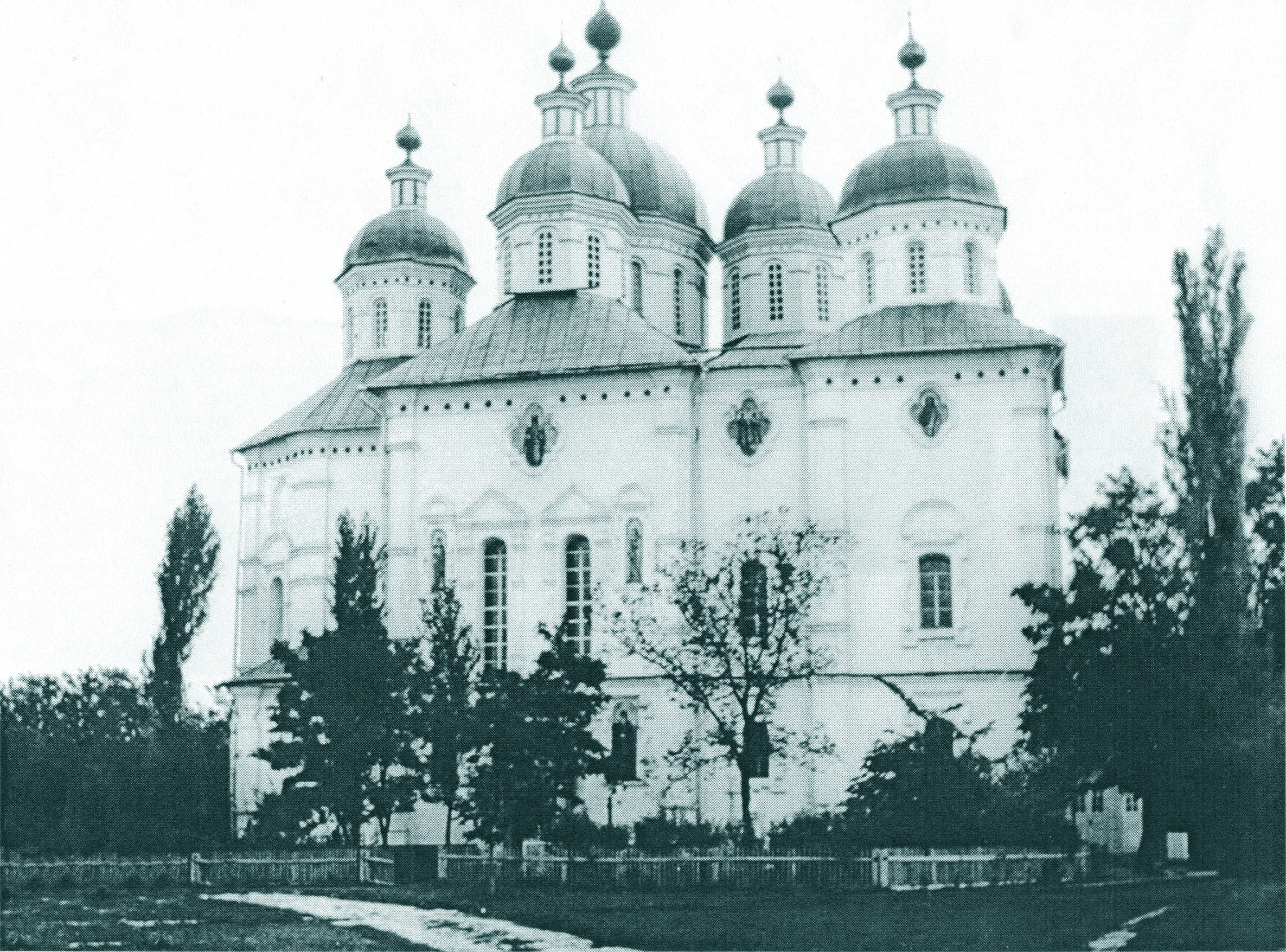
Sobór klasztorny w 1900 r.
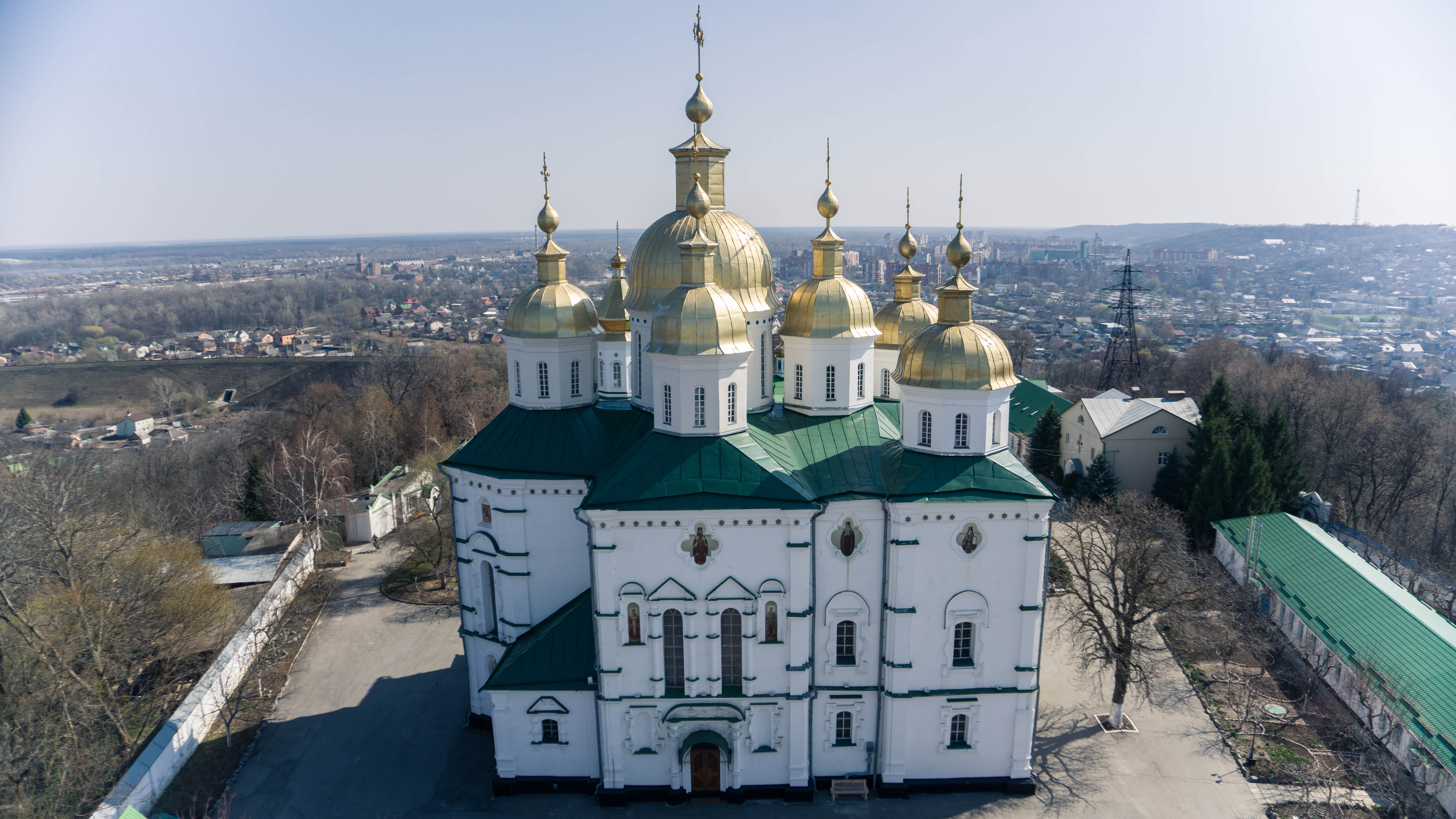
Sobór w 2018 r.
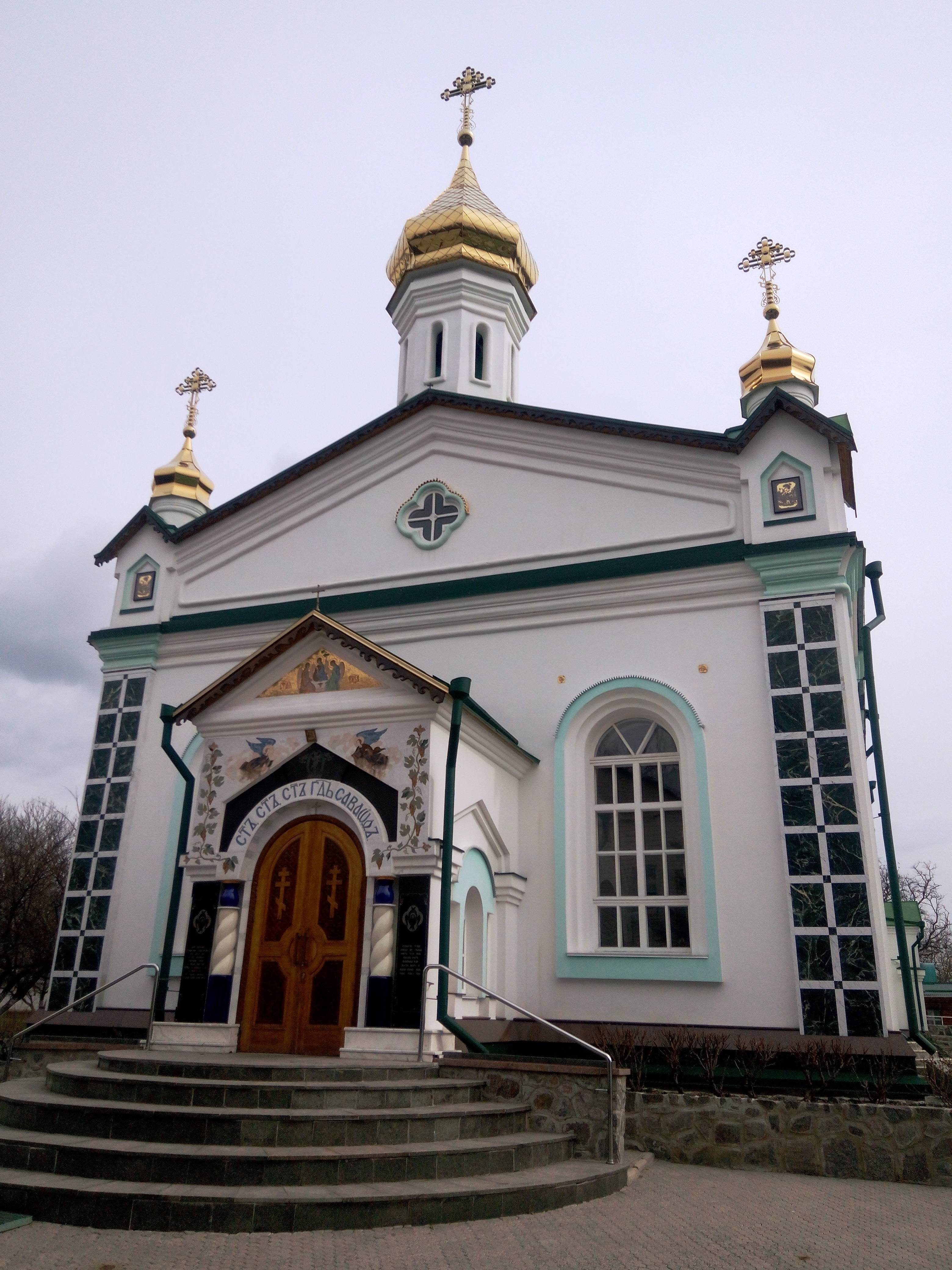
Cerkiew Świętej Trójcy
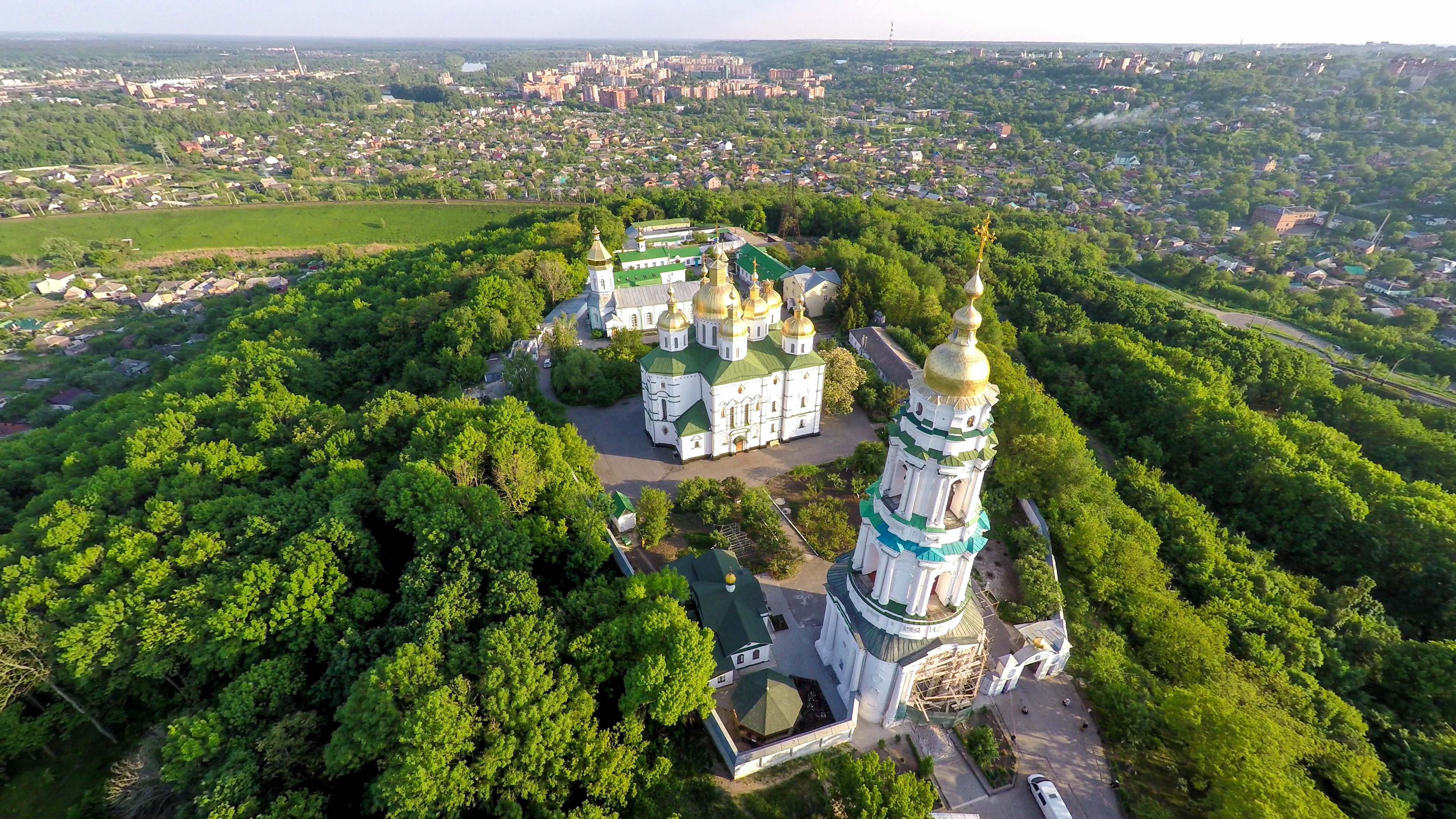
Widok z lotu ptaka na klasztor
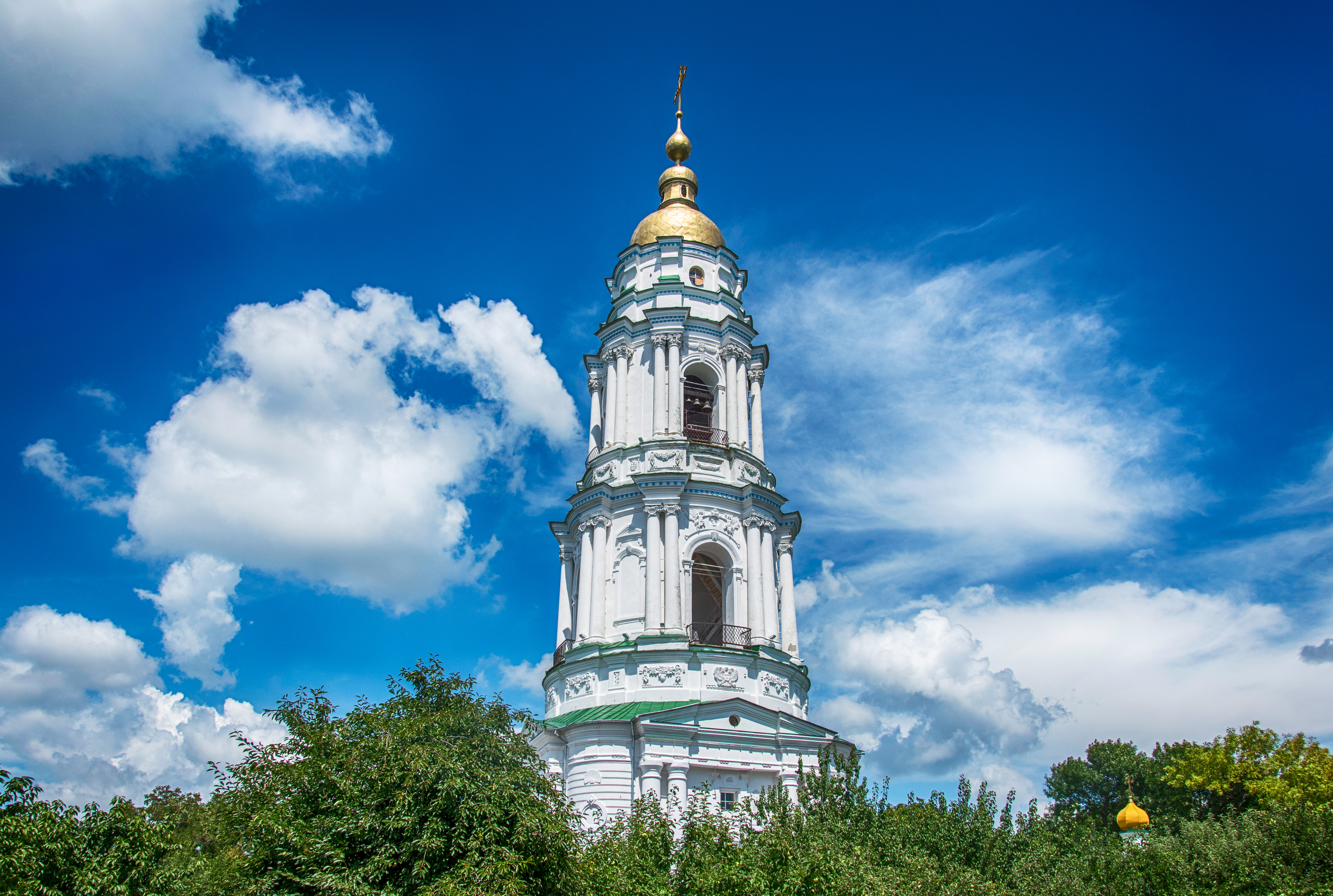
Dzwonnica